# Какихара, Тэцуя
Тэцуя Какихара (яп. 柿原徹也 Какихара Тэцуя, 24 декабря, 1982 г.) — японский сэйю и певец. Ранее работал на агентство 81 Produce, но в июне 2013 года покинул его. Основал своё собственное агентство Zynchro в июле 2014 года.

С 2010 года Какихара сотрудничает с Kiramune, музыкальным лейблом Bandai Visual и Lantis, под которым он дебютировал в качестве певца с мини-альбомом Still on Journey. Его первый сингл «String of Pain» вышел 6 февраля 2013 года и стал завершающей композицией к аниме Hakkenden: Eight Dogs of the East, в котором он озвучивал главного героя Сино Инудзуку.

## Биография
Родился в Дюссельдорфе (Германия). Какихара с детства хотел жить в Японии, увлечённый популярной культурой страны: ему нравилось читать мангу и смотреть аниме. По этой причине он задался целью стать актёром озвучки. В 2001 году он начал посещать Amusement Media Academy. В школе не ожидали, что он действительно приедет из Германии. После зачисления он остановился у друга. Кроме посещения занятий, он подрабатывал на разных работах и посещал курсы для улучшения своего японского. Дебют Какихары в качестве профессионального актёра озвучки состоялся в 2001 году. Кроме японского, Тэцуя свободно говорит на английском и немецком языках.
Тэцуя Какихара и его младшая сестра очень близки. Из-за своей работы сестра Тэцуи часто путешествует по миру, так что они в основном общаются по электронной почте. Какки признаётся, что когда его сестрёнка не присылает ему электронных писем, он чувствует себя одиноким и несчастным.
В 2007 году, на церемонии «Seiyu Awards», был награждён как лучший начинающий актёр за роль Микото Ютаки в Princess Princess.

## Роли в аниме
2004 год
- Doki Doki School Hours — Коро-тян

2005 год
- Fushigiboshi no Futagohime[англ.] — Брайт
- Magical Girl Lyrical Nanoha A’s — Граф Эйсен / Левантин

2006 год
- Angel's Feather[англ.] — Кёхэй Мицуги
- Fushigi-boshi no Futago-hime Gyu! — Брайт
- Princess Princess — Микото Ютака
- «Пираты „Чёрной лагуны“» — Рико

2007 год
- Dragonaut: The Resonance — Кадзуки Татибана
- Magical Girl Lyrical Nanoha StrikerS — граф Эйсен
- Minami-ke — Фудзиока
- Prism Ark — Хаяуэй
- Romeo x Juliet[англ.] — Меркуцио
- The Prince of Tennis (OVA-2) — Лилидент Кроузер
- «Агент Вексилл» — Таро
- «Гуррен-Лаганн» — Симон
- «Наруто» (фильм четвёртый) — Кусуна

2008 год
- Ga-Rei: Zero — Масаки Синдо
- Kannagi — Мэгуру Акиба
- Kara no Kyoukai (фильм пятый) — Томоэ Эндзё
- Kurogane no Linebarrels — Коити Хаясэ
- My-Otome 0~S.ifr~[англ.] — Кид
- Nabari no Ō — Соро Като
- Xam’d: Lost Memories — Сиродза
- «Гуррен-Лаганн» (фильм первый) — Симон

2009 год
- Cross Game — Мидзуки Асами
- Fairy Tail — Нацу Драгнил
- Fullmetal Alchemist: Brotherhood — Кэйн Фури
- Hanasakeru Seishounen — Тораносукэ
- Kowarekake no Orgel — Кэйитиро
- Saint Seiya (OVA-4) — Тэмма
- «Блич» — Джио Вега
- «Гуррен-Лаганн» (фильм второй) — Симон

2010 год
- Hime Chen! Otogi Chikku Idol Lilpri — Виш
- Nurarihyon no Mago — Сима
- «Бейблэйд: Горячий металл» — Хёма
- «Староста-горничная» — Гоки Аратакэ

2011 год
- Blue Exorcist — Амаймон
- Dog Days — Гаул Галетт
- Sket Dance — Масафуми Усуи
- Toriko — Том

2012 год
- K — Бесцветный король, Адольф К. Вейсман
- Mobile Suit Gundam AGE — Дин Анон

2013 год
- Amnesia[англ.] — Син
- Hakkenden: Touhou Hakken Ibun — Сино Инудзука
- Magi: The Labyrinth of Magic — Коха Рэн
- Makai Ouji — Камио
- Pretty Rhythm: Rainbow Live — Кодзи Михама

2015 год
- Saekano: How to Raise a Boring Girlfriend — Иори Хасима

2016
- Brotherhood: Final Fantasy XV — Промпто Аргентум
- Prince of Stride: Alternative — Амацу Ида
- Servamp — Микуни Алисейн
- Touken Ranbu: Hanamaru — Угуисумару
- World Trigger — Юйга Такэру

2017
- Code: Realize − Guardian of Rebirth — Виктор Франкенштейн
- Dynamic Chord — Сэри Юисаки
- Kenka Bancho Otome: Girl Beats Boys — Юта Мирако
- Sengoku Night Blood — Канэцугу Наоэ

2018
- Layton Mystery Tanteisha: Katori no Nazotoki File — Фредерик Морден
- Puzzle & Dragons — Дракон

2019 год
- Carole & Tuesday — Аарон
- Ensemble Stars! — Субару Акэхоси
- Namu Amida Butsu! Rendai Utena — Дайнити Нёрай
- Stand My Heroes: Piece of Truth — Цукаса Асагири
- Welcome to Demon School! Iruma-kun — Джазз М. Андро
- «Арифурэта: Сильнейший ремесленник в мире» — Коки Аманогава

2020
- A3! Season Autumn & Winter — Адзума Юкисиро
- Boruto: Naruto Next Generations — Дипа
- Bungo and Alchemist — Тюя Накахара
- Gibiate — Сэнсуи Кандзаки
- Log Horizon: Destruction of the Round Table — Ранделхаус Коуд
- Mr Love: Queen's Choice — Кира
- My Next Life as a Villainess: All Routes Lead to Doom! — Кейт Клаэс

## Роли в видеоиграх
2022 год
- Genshin Impact — Странник